# Pál Platthy
Pál Platthy, madžarski general, * 1891, † 1977.